# غريغوري شاميتوف
غريغوري شاميتوف (بالإنجليزية: Gregory Chamitoff) (و. 1962 – م) هو رائد فضاء من الولايات المتحدة الأمريكية . ولد في مونتريال.

## ريادة الفضاء
شارك في المهمات الفضائية:
- البعثة 17
- بعثة مكوك الفضاء إس تي إس 134
- اس.ت.اس 124
- البعثة 18
- STS-126.

## التعليم
تعلم في معهد كاليفورنيا للتقنية، ومعهد ماساتشوست للتكنولوجيا

## جوائز
حصل على جوائز منها:
- Medal "For Merit in Space Exploration".